# Megachile mediorufa
Megachile mediorufa är en biart som beskrevs av Cockerell 1930. Megachile mediorufa ingår i släktet tapetserarbin, och familjen buksamlarbin. Inga underarter finns listade i Catalogue of Life.